# Журавлёв, Николай Андреевич
Никола́й Андре́евич Журавлёв (1 сентября 1976, Москва) — российский государственный деятель. Сенатор Российской Федерации, заместитель Председателя Совета Федерации Федерального собрания Российской Федерации (с ноября 2019 года ), представитель от исполнительного органа государственной власти Костромской области (с 2011 года).
Из-за поддержки нарушения территориальной целостности Украины во время российско-украинской войны находится под персональными международными санкциями Евросоюза, США, Великобритании и ряда других стран.

## Биография
Родился 1 сентября 1976 года в Москве.
После окончания школы поступил в Финансовую академию при Правительстве РФ. Получил диплом в 1998 году по специальности «Финансы и кредит».
С 1997 работал в банковской системе.
С 2002 по апрель 2011 года занимал должность председателя правления акционерного общества «Совкомбанк» (головной офис - г. Кострома).

### Костромская областная дума
Осенью 2005 года во время избирательной кампании на выборах в Костромскую областную думу 4 созыва, проводившимся по смешанной системе, Журавлёв был включён в список партии «Единая Россия». По итогам выборов, состоявшихся 4 декабря 2005 года, был избран депутатом Костромской областной думы четвёртого созыва. Николай Журавлёв получил депутатский мандат от однопартийца Валерия Катышева, который баллотировался одновременно и по партийному списку, и по одномандатному округу. В Костромской областной думе Журавлёв был заместителем председателя комитета по экономической политике, инвестиционной деятельности и предпринимательству. Депутатские полномочия исполнял на непостоянной основе, совмещая их с работой в Совкомбанке.
В январе 2007 стал секретарём политсовета Костромского регионального отделения партии «Единая Россия». Занимал партийную должность по апрель 2011 года.
Осенью 2010 года во время избирательной кампании на выборах в Костромскую областную думу 5 созыва, Журавлёв вновь был включён в список партии «Единая Россия» (номер 1 в региональной группе № 10). Избирались 36 депутатов по смешанной системе (18+18). На состоявшихся 10 октября 2010 года выборах список «Единой России» получил 50 % голосов, которые обеспечили 10 мандатов из 18. При распределении мандатов один был передан Журавлёву, который таким образом был избран депутатом. В Костромской областной думе пятого созыва занимал должность первого заместителя председателя думы.

### Совет Федерации
С 18 мая 2011 года губернатором Костромской области Игорем Слюняевым наделён полномочиями представителя от исполнительного органа государственной власти Костромской области, полномочия продлены новым губернатором области Сергеем Ситниковым 18 июня 2012 года.
Летом 2015 года во время избирательной кампании на выборах в Костромскую областную думу 6 созыва, Журавлёв вновь был включён в список партии «Единая Россия» (номер 1 в региональной группе № 10). Избирались 36 депутатов по смешанной системе (18+18). На состоявшихся 13 сентября 2015 года выборах список «Единой России» получил 50,96 % голосов, которые обеспечили 13 мандатов из 18. При распределении мандатов один был передан Журавлёву. Однако 18 сентября он отказался от мандата. 21 сентября избирком передал мандат депутата А. И. Бычкову.
Одновременно проходили досрочные выборы губернатора Костромской области, на которых кандидат от «Единой России» врио губернатора Костромской области Сергей Ситников заявил Журавлёва одним из трёх кандидатов в Совет Федерации. Ситников был избран и 15 октября 2015 года продлил Журавлёву полномочия сенатора .
С 12 октября 2016 года занимал должность первого заместителя председателя Комитета Совета Федерации по бюджету и финансовым рынкам.
25 сентября 2019 года избран председателем Комитета Совета Федерации по бюджету и финансовым рынкам.
С 6 ноября 2019 года занимает пост заместителя председателя Совета Федерации Федерального собрания Российской Федерации.15 октября 2020 года вновь избранный губернатором Сергей Ситников наделил Журавлёва полномочиями сенатора   и 21 октября 2020 года Журавлев был повторно избран заместителем председателя Совета Федерации.

## Участие в рабочих группах и комиссиях
- Национальный финансовый совет
- Подкомиссия по экономической интеграции Правительственной комиссии по экономическому развитию и интеграции
- Трехсторонняя комиссия по вопросам межбюджетных отношений
- Рабочая группа ФАС по развитию конкуренции на рынке финансовых услуг
- Межведомственная комиссия Росфинмониторинга по противодействию легализации (отмыванию) доходов, полученных преступным путем, финансированию терроризма и финансированию распространения оружия массового уничтожения
- Президиум Совета Ассоциации банков России
- Координационный совет по Рынку Инноваций и Инвестиций при ПАО Московская Биржа
- Общественный совет по взаимодействию с кредиторами финансовых организаций при Государственной корпорации «Агентство по страхованию вкладов»
- Наблюдательный совет при некоммерческом партнерстве «Национальный совет финансового рынка».

## Награды
- Награждён орденом Александра Невского (2024) — за большой вклад в развитие парламентаризма, активную законотворческую деятельность и многолетнюю добросовестную работу[10]
- Награждён орденом Почёта (2021) — за большой вклад в развитие парламентаризма и активную законотворческую деятельность[11]
- Награждён медалью ордена «За заслуги перед Отечеством» II степени (2017) — за большой вклад  в  развитие российского парламентаризма и активную законотворческую деятельность[12]
- Медаль Столыпина П. А. I степени (2025)[13]
- Награжден медалью Столыпина П. А. II степени
- Имеет награды РПЦ: орден Святого благоверного князя Даниила Московского III степени Русской православной церкви и орден Святого Великомученика Фёдора Стратилата Костромской епархии
- Победитель конкурса «Менеджер года-2004» в номинации «Финансово-кредитная сфера»

## Санкции
9 марта 2022 года, на фоне вторжения России на Украину, внесён в санкционный список всех стран Европейского союза, так как он голосовал за ратификацию договоров о дружбе с самопровозглашёнными ЛНР и ДНР.
7 сентября 2022 года попал под санкции Украины за «поддержку незаконных попыток России аннексировать суверенную украинскую территорию путем проведения фиктивных референдумов»
30 сентября 2022 года внесён санкционный список Соединенных Штатов Америки «за аннексию Путиным регионов Украины» и одобрение закона о фейках. Государственный департамент отмечал, что сенаторы  «проголосовали за одобрение просьбы Путина о вводе войск в Украину, что послужило неоправданным предлогом для полномасштабного вторжения России в Украину».
24 марта 2022 года внесён в канадский санкционный список  «соратников режима» за «содействие в нарушении суверенитета и территориальной целостности Украины»
По аналогичным основаниям, с 15 марта 2022 года находится под санкциями Великобритании. Также находится под санкциями Швейцарии (с 16 марта 2022 года), Австралии (с 21 апреля 2022 года, Новой Зеландии (с 3 мая 2022 года).

## Семья
Женат, есть сын.
Прадед - генерал-полковник танковых войск Николай Иванович Бирюков (1901 г.р). Награжден двумя орденами Ленина, двумя орденами Красного Знамени, Орденом Суворова І степени, Орденом Кутузова I-й степени, Орденом Отечественной войны I степени, двумя орденами Красной Звезды, многими медалями, а также зарубежными наградами.
Дед - Владимир Иванович Журавлев (1922 г.р.). Во время войны был военным переводчиком. Сопровождал американские грузы, которые поставлялись в Мурманск по программе ленд-лиза. После войны работал в военной разведке, занимал пост военного атташе в Лондоне.